# Nerius plurivittatus
Nerius plurivittatus är en tvåvingeart som beskrevs av Jacques-Marie-Frangile Bigot 1886. Nerius plurivittatus ingår i släktet Nerius och familjen Neriidae. Inga underarter finns listade i Catalogue of Life.